# Garanon
Garanon (francès Garanou) és un municipi francès situat al departament de l'Arieja i a la regió d'Occitània.